# 元组
元組（英語：Tuple）或译为多元组，也称为顺序组，泛指有限個元素所組成的序列。在數學及計算機科學分別有其特殊的意義。
数学上，n元组或多元组是对象个数有限的序列。元组由三部分组成：边界符、分隔符和元素。通常采用的边界符是小括号“{\displaystyle (\ )}”，分隔符是逗号。
元组被数学家用来描述包含特定部件的数学对象。例如，有向图被定义成一个二元组（V, E），这里V是节点的集合，E是V × V的子集，表示边。
在類型論中，多元組與重類別相關。

## 不同长度元组的名称
长度为n的多元组通常称为n元组。二元组就是一个有序对。n可以是任意正整数，例如，四元数就可以被表示成一个四元组。

## 形式定义
多元组区别於集合的主要性质在于：（1）它可以多次含有某个对象；（2）对象按照一定顺序出现。可以看到（1）使它区别于全序集，（2）使它区别于多重集。两个n元组的相等性通常以下列规则来表明：
(a1, a2, ...,an) = (b1, b2, ..., bn) 当且仅当 a1 = b1, a2 = b2, ..., an = bn。
另一种形式化多元组的方式是将它们作為在集合论中更基本的構造，一個方法是利用有序对。例如，一个n元组（n > 1）能够定义成其第一项和由其他项组成的 (n−1)元组组成的有序对：
(a1, a2, ..., an) = (a1, (a2, ..., an))
采用有序对的一般集合论定义，并用空集来表示0元组，就可以得到下列归纳定义：
1. 0元组用∅表示；
2. 設x是n元组(a1, a2, ..., an)，则 (n + 1)元组(a, a1, a2, ..., an)等同於{{a}, {a, x}}。（n≥0）

采用这个定义，(1,2,2)为
(1,(2, (2))) = (1,(2, {{2}, {2, ∅}} )) = (1, {{2}, {2, {{2}, {2, ∅}}}} ) = {{1}, {1, {{2}, {2, {{2}, {2, ∅}}}}}}
这里与LISP最初使用有序对归纳地产生其所有的n元组和表结构的方法有非常重要的类似：
1. 特殊符号NIL表示空表；
2. 若X是一个表，A是任意值，则对 (A, X)表示一个表，其头（第一个元素）为A，其尾（表中除了第一个元素的其他元素）为X。

## 在计算机科学中的应用
在计算机科学（特别是在程序设计语言和数据库的关系模型），元组通常被定义为从字段名到特定值的有限函数（在此情況又可譯為值組）。其目的和在数学中一样，就是指出特定的实体，或那些包含特定部件且（或）具有特定性质的对象。但是，这里的部件透过唯一的字段名来识别，而不是透过位置，這樣通常會是更用户友好的記法。
元组的例子：
(选手:"Harry", 分數:25)
就是一个映射字段名“选手”到字符串"Harry"，映射字段名“分數”到数25的函数。注意，这里各个部件的顺序是不相关的，所以這個元组也可以写成：
(分數:25, 选手:"Harry")
在关系模型，一般以这样的元组來表示一个简单命题，比如这个元組的意思就是有一个选手的名字叫"Harry"，他的分數是25。
在程序设计语言中，元组被用来构建数据结构。例如，下列元组可以表示双向链表中的一个节点：
(值:16, 前驱节点:1174782, 后继节点:1174791)